# Rudolf II. von Werdenberg-Rheineck
Graf Rudolf II. von Werdenberg-Rheineck (* um 1370; † um 1420) war ein über die Grafen von Montfort von den Pfalzgrafen von Tübingen abstammender Graf. Er schloss sich, als er bedrängt wurde, vorübergehend den Appenzellern in ihrem Kampf gegen Herzog Friedrich IV. von Tirol und dem Adel in dessen Umfeld an und wurde deswegen unverdientermaßen zu einem über Standesvorurteile erhabenen Freiheitshelden erklärt.

## Leben und Wirken
Rudolf II. war der Sohn Heinrichs III. von Werdenberg-Rheineck († 1391/92), des dritten der vier Enkel Albrechts I. von Werdenberg-Heiligenberg. Sein Vater starb früh, als Rudolf, der älteste von drei Brüdern, kaum dem Jünglingsalter entwachsen war. Durch die Enkel Albrechts I. war der Gesamtbesitz des Hauses Werdenberg-Heiligenberg durch wiederholte Teilungen in die vier Herrschaften Werdenberg, Rheineck, Bludenz und Heiligenberg zerstückelt worden. Währenddessen hat der letzte Graf von Montfort-Feldkirch bereits zu Lebzeiten seine ganze Herrschaft an das Haus Österreich verkauft, und das ebenfalls eng mit Österreich verbundene Haus Werdenberg-Sargans hatte eine immer feindseligere Haltung gegen Werdenberg-Heiligenberg angenommen.
Als der jugendliche Rudolf II. die Herrschaft Werdenberg und sein um ein paar Jahre jüngerer Bruder Hugo V. die Herrschaft Rheineck antrat (der dritte Bruder Heinrich war damals offenbar noch nicht mündig), schien den lauernden Feinden der Augenblick gekommen, um über Werdenberg-Heiligenberg herzufallen. Am 3. November 1393 traten Graf Johann I. von Sargans, Graf Heinrich I. von Sargans-Vaduz, dessen Bruder Bischof Hartmann von Chur und Abt Burkhart von Pfävers zu einem förmlichen Bündnis gegen die zwei Brüder von Werdenberg-Rheineck und ihre Oheime Albrecht III. zu Bludenz und Albrecht IV. zu Heiligenberg zusammen.
Zum Losschlagen aber kam es erst, als sich Herzog Leopold IV. von Habsburg an die Spitze dieses Bündnisses stellte und dessen Führung übernahm. Schon 1390 war ihm durch den Tod des letzten Grafen von Montfort-Feldkirch diese vorarlbergische Herrschaft zugefallen. Am 23. Mai 1393 hatte er durch den Ankauf von Sax und Gams einen Keil zwischen die werdenbergischen Besitzungen im untern und obern Rheintal getrieben, und im April 1394 war Graf Albrecht III. von Bludenz veranlasst worden, sich vor dem drohenden Sturm dadurch in Sicherheit zu bringen, dass er – wie bereits zuvor Graf Rudolf IV. von Montfort-Feldkirch – seine ganze Herrschaft in Voraussicht seines nahenden Todes an Österreich verkaufte.
Daraufhin vereinigte sich Herzog Leopold IV. von Habsburg mit dem Bund von 1393 zur förmlichen Aufteilung der übrigen werdenbergischen Landschaften oberhalb des Bodensees. Österreich nahm den Löwenanteil für sich in Anspruch: was von dem Nußbaum zur Räfis ob Werdenberg zu beiden Seiten des Rheins bis an den Bodensee hinunter, was im St. Johanner Tal und dieses Tal abwärts bis in das Thurgau gelegen ist. Am 30. Juni 1395 wurde das erweiterte Bündnis in Freiburg im Breisgau abgeschlossen; in der letzten Augustwoche brach die Katastrophe über das Haus Werdenberg herein.
Die Vogtei Rheintal und Stadt und Burg Rheineck, wo Hugo V. und Albrecht IV. von Heiligenberg den Angriff abgewartet hatten, fielen nach kurzem Widerstand dem Herzog in die Hände. Auf Schloss Werdenberg vermochte sich Rudolf gegen alle Angriffe zu halten; doch sah er sich im Januar 1396 genötigt, das St. Johanner oder obere Thurtal mit der Feste Starkenstein an Österreich zu verpfänden und sich zur Offenhaltung der übrigen werdenbergischen Burgen zu verpflichten. Im November 1397 musste er sogar die festen Plätze Werdenberg, Freudenberg und Hohentrins aus Geldnot dem schon in halber Abhängigkeit von Österreich lebenden Oheim zu Bludenz als Pfand überlassen.
Die Heirat mit Beatrix von Fürstenberg, einer verwitweten Gräfin von Mömpelgard, brachte ihm eine Mitgift von 4000 Pfund Hellern und setzte ihn dadurch in den Stand, jene Festen wieder einzulösen. Doch scheint 1401 ein neuer Waffengang der Werdenberger mit Österreich wieder unglücklich für sie ausgefallen zu sein, so dass sie gezwungen waren, die Schlösser und Herrschaften Wartau und Freudenberg an Leopold IV. sowie Werdenberg an den Grafen Heinrich von Montfort-Tettnang zu verpfänden, dem sie Herzog Friedrich IV. von Österreich später, im August 1404, in einem plötzlichen Überfall abgewann.
So hatte Österreich im Kampf gegen Werdenberg erreicht, nach was es von Anfang an gestrebt hatte, und noch mehr als das. Rudolf II. aber war schon völlig von seinem Stammlande losgelöst, als er am 28. Oktober 1404 zu Landammann und gemeinen Landleuten von Appenzell schwur, um mit ihrer Hilfe wieder zu dem Seinigen zu kommen; dafür sollte er den Appenzellern auch gegen alle mit Ausnahme des römischen Königs und den Oberteil in Kurwalchen, beholfen und sollten alle seine Burgen und Städte, die er jetzt innehat oder noch gewinnt, deren offene Häuser sein. Dass Rudolf von Werdenberg anschließend, am 17. Juni 1405, mit den Appenzellern am Stoß gegen die Österreicher und ihre Verbündeten gekämpft hat, ist bekannt. Das unnatürliche Bündnis brachte ihm aber, soweit man sieht, nur die rheinthalische Burg Zwingenstein ein; von weiterer Zurückerstattung seiner verlorenen Lande war keine Rede, obschon sich die Stadt St. Gallen bei den ihr verbündeten Landleuten von Appenzell verschiedene Male zu seinen Gunsten verwendete.
In seinen Hoffnungen getäuscht, schlug sich Rudolf wieder zu den schwäbischen Adelsgenossen und scheint den Appenzellern im Dezember 1407, als sie vor Bregenz lagen, auch seinen Absagebrief geschickt zu haben. Wenn diese Annahme stimmt, wäre er wohl auch dabei gewesen, als am 23. Januar 1408 das belagerte Bregenz von der schwäbischen Ritterschaft entsetzt und die Kampflust der Bergleute durch eine schwere Niederlage so gründlich gedämpft wurde, dass sie ihren großen Bund ob dem See völlig preisgaben. Noch einmal finden wir die Brüder Rudolf und Hugo von Werdenberg im Streit mit Österreich wegen einer Forderung von 8000 Pfund Hellern; im September 1410 wurden sie durch einen Schiedsspruch damit abgewiesen. Von da an erscheint Rudolf nur noch hin und wieder in Urkunden, die das St. Gallische Oberland betreffen und mit Sicherheit darauf schließen lassen, dass er sich mit seiner Gemahlin auf die Burg und Herrschaft Hohentrins zurückgezogen habe, welche ihm noch allein als freier Besitz geblieben war. Von einer Einlösung der übrigen verpfändeten Gebiete konnte keine Rede mehr sein; die Feste Wartau mit Zubehör wurde vielmehr 1414 von Graf Rudolf endgültig an den letzten Grafen von Toggenburg verkauft, nachdem der Oheim Albrecht auf Heiligenberg schon im Jahre vorher seine Burg und Grafschaft an Herzog Friedrich von Österreich veräußert hatte. Drei oder vier Jahre später ist Albrecht IV. kinderlos gestorben sowie wahrscheinlich 1420 Rudolf und 1428 sein Bruder Hugo (beide ebenfalls ohne Nachkommen). Und damit erlosch die Linie Werdenberg-Heiligenberg, die älteste des Gesamthauses.